# Holaspis guentheri
Holaspis guentheri är en ödleart som beskrevs av  Gray 1863. Holaspis guentheri ingår i släktet Holaspis och familjen lacertider. Inga underarter finns listade i Catalogue of Life.